# Wet Wet Wet
Wet Wet Wet es una banda escocesa de soft rock formada en los años ochenta. Consiguieron colocar numerosos éxitos en las listas británicas y mundiales. Sus componentes actuales son Kevin Simm (cantante), Tommy Cunningham (batería), Graeme Clark (bajo) y Neil Mitchell (teclados). Un quinto miembro no oficial, Graeme Duffin (guitarra), ha estado en el grupo desde 1983.

Se hicieron mundialmente famosos por su versión de la reconocida canción "Love Is All Around", utilizada en la película de 1994 Cuatro bodas y un funeral. Otros éxitos de la banda son "Sweet Surrender", "Julia Says" y "If I Never See You Again".

En 2017, Marti Pellow,  quien hasta ese momento había sido el cantante, dejó la banda para centrarse en su carrera en solitario. En septiembre de 2018, Kevin Simm es presentado como nuevo cantante del grupo.

## Discografía

### Álbumes de estudio
- Popped In Souled Out (28 de septiembre de 1987) - #1 UK, #123 US
- The Memphis Sessions (9 de noviembre de 1988) - #3 UK
- Holding Back the River (30 de octubre de 1989) - #2 UK
- High on the Happy Side (27 de enero de 1992) - #1 UK
- Cloak & Dagger (28 de enero de 1992)
- Picture This (10 de abril de 1995) - #1 UK
- 10 (3 de marzo de 1997) - #2 UK
- Timeless (12 de noviembre de 2007) - #41 UK
- The Journey ( 5 de noviembre de 2021)

### Álbumes en directo
- Wet Wet Wet: Live (1 de diciembre de 1990)
- Wet Wet Wet: Live at the Royal Albert Hall (17 de mayo de 1993) - #10 UK

### Recopilatorios
- End of Part One: Their Greatest Hits (8 de noviembre de 1993) - #1 UK
- End of Part One: Their Greatest Hits|Part One (26 de julio de 1994) [sólo lanzado en EUA] - #24 US Lista de Heatseekers
- Wet Wet Wet: The Greatest Hits (8 de noviembre de 2004) - #13 UK
- Step by Step: The Greatest Hits,  25 de noviembre de 2013.

- Datos: Q49871
- Multimedia: Wet Wet Wet / Q49871